# Гайндмен (Пенсільванія)
Гайндмен (англ. Hyndman) — місто (англ. borough) в США, в окрузі Бедфорд штату Пенсільванія. Населення — 863 особи (2020).

## Географія
Гайндмен розташований за координатами 39°49′15″ пн. ш. 78°43′17″ зх. д. / 39.82083° пн. ш. 78.72139° зх. д. (39.820893, -78.721491).  За даними Бюро перепису населення США в 2010 році місто мало площу 1,37 км², з яких 1,32 км² — суходіл та 0,04 км² — водойми.

## Демографія
Згідно з переписом 2010 року, у селищі мешкало 910 осіб у 384 домогосподарствах у складі 258 родин. Густота населення становила 666 осіб/км².  Було 413 помешкання (302/км²).
Расовий склад населення:
| - 98,6 % — білих - 0,4 % — корінних американців - 0,3 % — чорних або афроамериканців |

До двох чи більше рас належало 0,7 %. Частка іспаномовних становила 0,8 % від усіх жителів.
За віковим діапазоном населення розподілялося таким чином: 21,6 % — особи молодші 18 років, 56,0 % — особи у віці 18—64 років, 22,4 % — особи у віці 65 років та старші. Медіана віку мешканця становила 42,5 року. На 100 осіб жіночої статі у селищі припадало 93,6 чоловіків;  на 100 жінок у віці від 18 років та старших — 86,2 чоловіків також старших 18 років.
Середній дохід на одне домашнє господарство  становив 45 146 доларів США (медіана — 37 563), а середній дохід на одну сім'ю — 54 173 долари (медіана — 43 750). Медіана доходів становила 37 045 доларів для чоловіків та 26 316 доларів для жінок. За межею бідності перебувало 18,2 % осіб, у тому числі 27,0 % дітей у віці до 18 років та 9,5 % осіб у віці 65 років та старших.
Цивільне працевлаштоване населення становило 327 осіб. Основні галузі зайнятості: виробництво — 18,0 %, освіта, охорона здоров'я та соціальна допомога — 18,0 %, роздрібна торгівля — 12,8 %, мистецтво, розваги та відпочинок — 10,4 %.